# Ulithi
Ulithi è un atollo delle Isole Caroline ad ovest dell'oceano Pacifico, a 191 km est da Yap. Composta da 40 isolette con un'area totale di 4,5 km², comprende una laguna di 548 km² la quarta più grande del mondo. Amministrativamente è una municipalità del distretto delle isole esterne di Yap, di Yap, uno degli Stati Federati di Micronesia. Ulithi ha 773 abitanti (dati del 2000).
Soltanto quattro isolette dell'atollo, Falalop, Asor, Mogmog, e Fedarai, sono abitate. Falalop è la più accessibile in quanto dotata di una pista di atterraggio, un resort hotel, carburante per imbarcazioni, attività commerciali e una delle tre scuole superiori dello stato di Yap. Mogmog è la sede degli uffici amministrativi di tutto l'atollo Ulithi. La laguna di Ulithi, ricca di pesci,  presenta alcuni relitti affondati, risalenti alla seconda guerra mondiale.

## Storia
Il primo europeo a visitare Ulithi fu il navigatore portoghese Diego da Rocha, nel 1526.
Durante il secondo conflitto mondiale, Ulithi fu una grande base della marina degli Stati Uniti. Precedentemente i giapponesi vi stabilirono una stazione radio, e una stazione meteo. La posizione di Ulithi, equidistante tra le Filippine, Taiwan e Okinawa, ne fece un punto strategico.